# Spodoptera erica
Spodoptera erica là một loài bướm đêm trong họ Noctuidae.